# Роберт Чарльз Ротон
Роберт Чарльз Ротон (англ. Robert Charles Wroughton) (15 серпня 1849, Насірабад — 15 серпня 1921) — британський натураліст, який був офіцером індійської  лісової служби з 1871 по 1904 р.

## Біографія
Був членом Бомбейського товариства природної історії. Після виходу на пенсію в 1904 році, став постійним працівником музею природної історії в Лондоні. Проводив значні дослідження ссавців з 1911 року. Приблизно 50000 зразків були зібрані ним протягом дванадцяти років, в основному невеликих ссавців, що стало предметом публікації сорока семи статей і описів кількох нових видів.

## Описані таксони

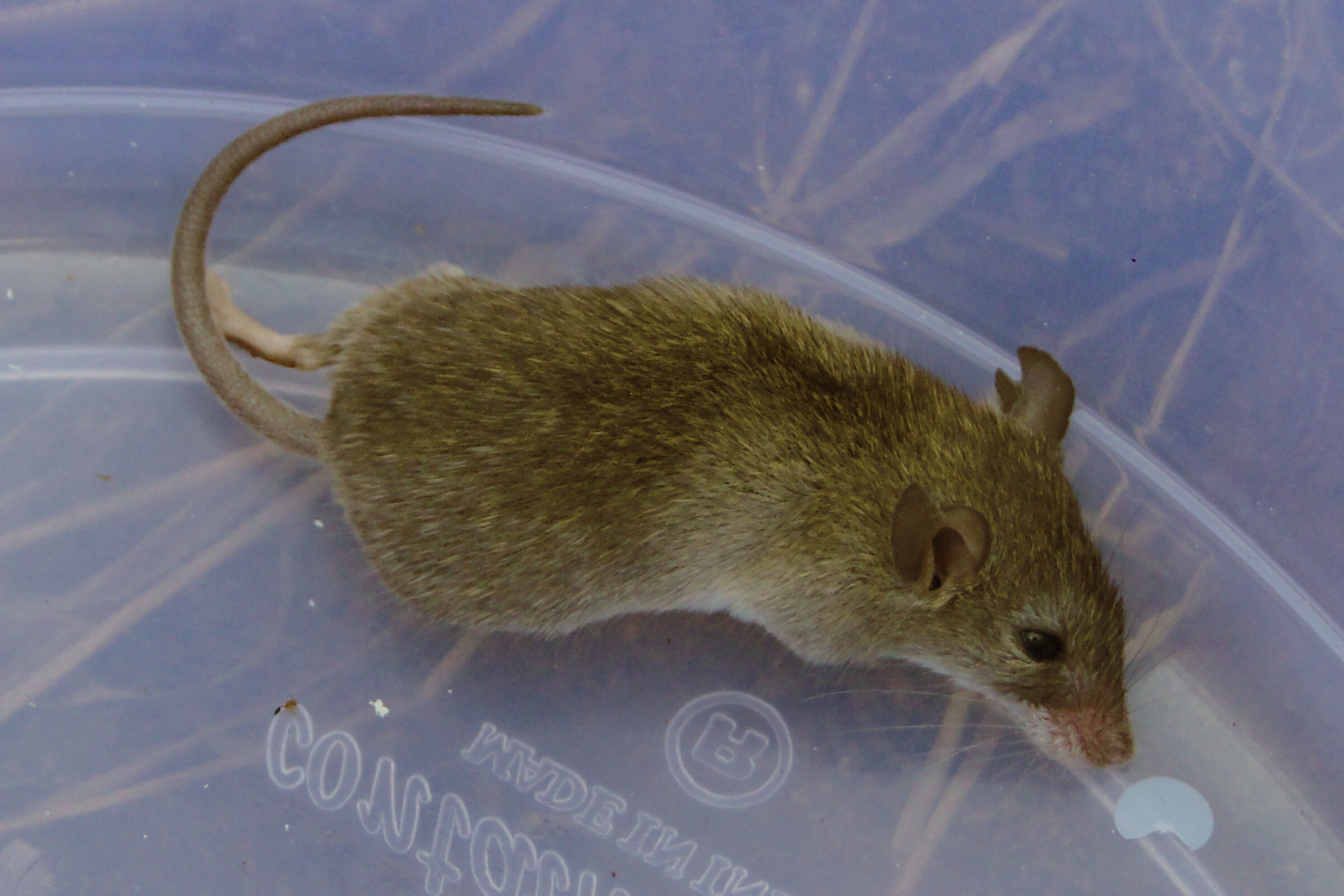
Cremnomys cutchicus
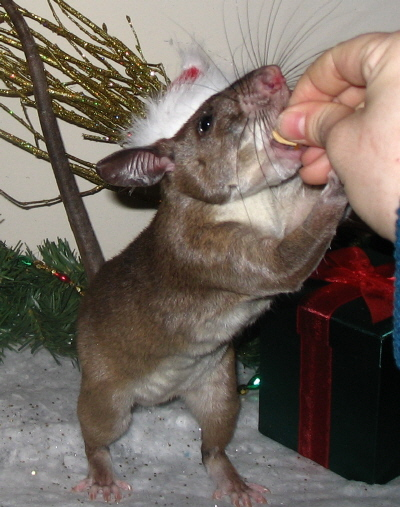
Cricetomys emini
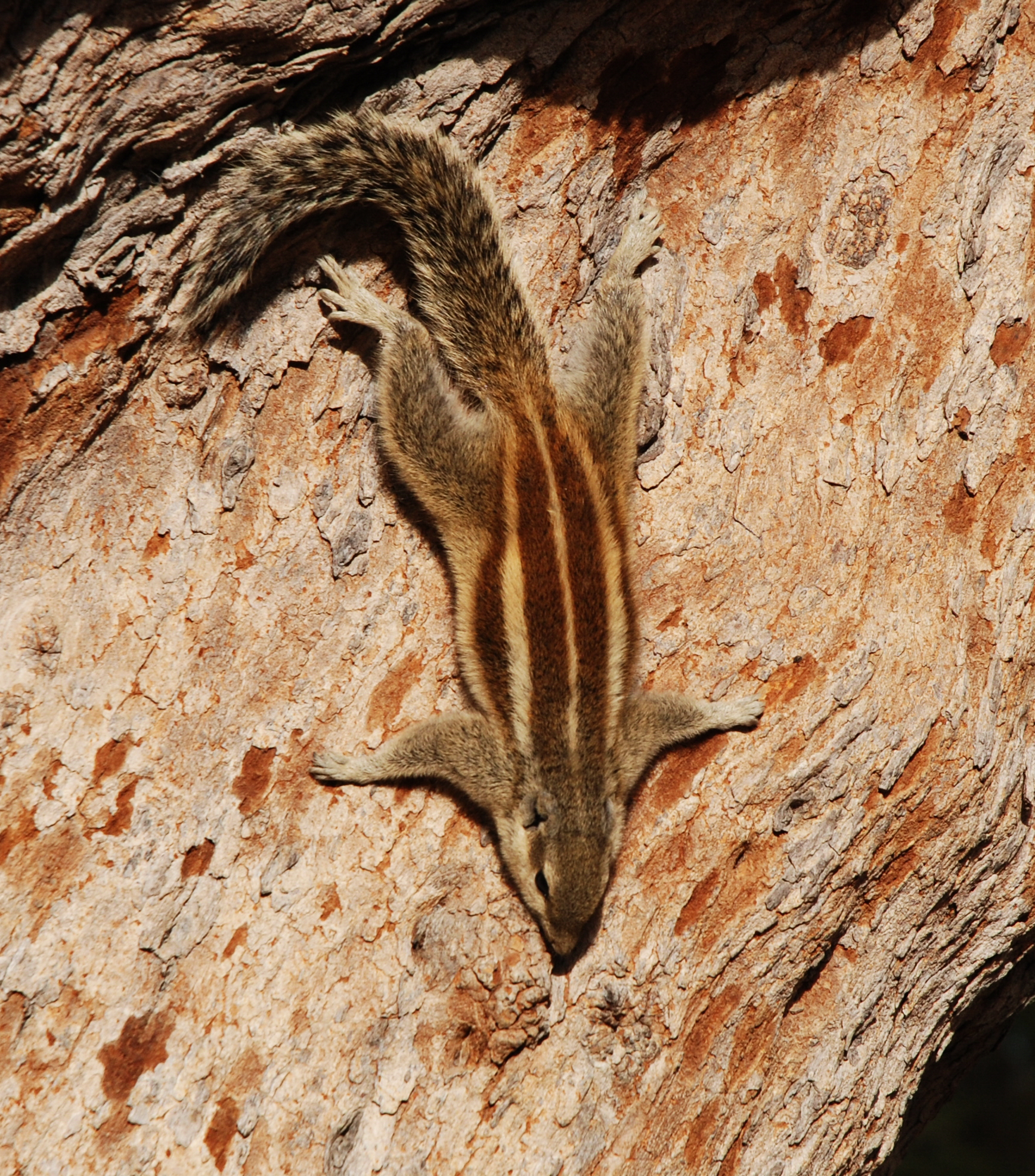
Funambulus pennantii
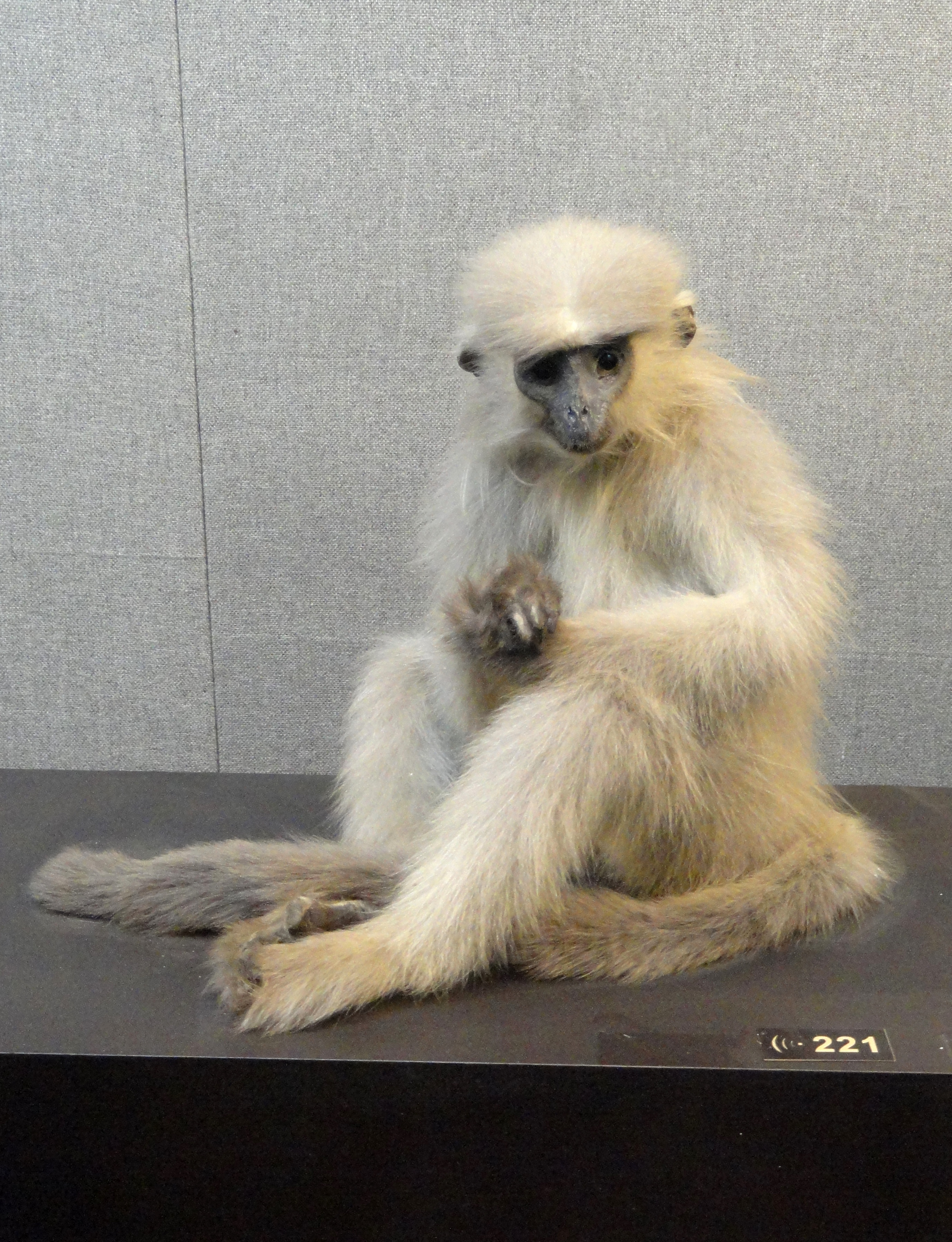
Trachypithecus shortridgei

## Названі на честь вченого таксони
Багато видів мурах і один кажан названі на честь Ротона:
- Otomops wroughtoni (Thomas, 1913)